# Heliophanus heurtaultae
Heliophanus heurtaultae är en spindelart som beskrevs av Rollard, Wesolowska 2002. Heliophanus heurtaultae ingår i släktet Heliophanus och familjen hoppspindlar. Inga underarter finns listade i Catalogue of Life.